# Melanija Dugandžić
Melanija Dugandžić (Bosanski Brod, 22. veljače 1939. – ?, 2023.) je bila hrvatska kazališna i televizijska glumica.

## Životopis
Melanija Dugandžić maturirala je 1958. godine u Zagrebu, a 1963. je diplomirala glumu na Akademiji za kazališnu umjetnost. Prvi put je nastupala na pozornici HNK-a u ulozi Andromahe u tragikomediji "Troilo i Kresida". Stalnom članicom HNK-a postaje 1964. godine. Nastupala je kao Rosaura u Goldonijevom "Velikom smiješnom ratu", Magda u Matkovićevoj "Ranjenoj ptici", Nicole u Molierovom "Građaninu plemiću", grofica Madeleine Petrovna u Krležinoj "U agoniji" itd.
Sudjelovala je i u emisijama školskog i dramskog programa Hrvatskog radija. Godine 2009. igrala je sluškinju u drami "Dantonova smrt".

## Filmografija

### Televizijske uloge
- "Nepokoreni grad" (1982.)
- "Mačak pod šljemom" (1978.)
- "Dileme" (1965.)

## Vanjske poveznice
- Melanija Dugandžić u internetskoj bazi filmova IMDb-u (engl.)
- Stranica na Poznateface.hr  Arhivirana inačica izvorne stranice od 3. rujna 2011. (Wayback Machine)